# Bảo tàng Đường sắt Warszawa
Bảo tàng Đường sắt Warsaw (tiếng Ba Lan: Muzeum Kolejnictwa w Warszawie) nằm ở ga cuối của tuyến đường sắt PKP Warsaw Główna cũ và rất gần ga xe lửa Warszawa Ochota. Các triển lãm của bảo tàng được chia thành các bộ sưu tập vĩnh viễn và tạm thời — sau này được trưng bày bên trong các phòng trưng bày của bảo tàng. Bộ sưu tập vĩnh viễn bao gồm các toa tàu lịch sử được trưng bày trên đường ray bên ngoài, bao gồm một trong số ít các đoàn tàu hỏa bọc thép còn lại ở châu Âu. Bảo tàng cũng chứa một thư viện chứa nhiều quyển sách viết về chủ đề đường sắt Ba Lan.
Trong thời kỳ giữa hai cuộc chiến tranh, trụ sở của bảo tàng được đặt tại số 1 đường Nowy Zjazd (ul. Nowy Zjazd 1).
Vào ngày 30 tháng 7 năm 2009, PKP SA, công ty đường sắt nhà nước Ba Lan đã gửi thông báo yêu cầu rời khỏi Chính quyền Bảo tàng, yêu cầu họ rời khỏi vị trí hiện tại trước ngày 31 tháng 8 năm 2009. Tuy nhiên, kể từ tháng 5 năm 2015, bảo tàng vẫn giữ nguyên vị trí và mở cửa cho công chúng, cung cấp dịch vụ với giá vé vào cổng thấp và hoàn hảo cho các nhóm tham quan lớn.

## Triển lãm
- Đầu máy hơi nước OKi1 -28, 1904, Reich Đức
- Đầu máy hơi nước Oi1 -29 với toa than, 1905, Reich Đức
- Đầu máy xe lửa chở hàng TKi3 -119, 1913, Reich Đức
- OKo1 -3 Đầu máy hơi nước, 1920, liên_kết=|viền  DEU
- Đầu máy vận chuyển hàng hóa bằng hơi nước TKh1 -13, 1920, liên_kết=|viền  DEU
- Tr6 -39 Đầu máy vận chuyển hàng hóa hơi nước, 1923, liên_kết=|viền  DEU
- Đầu máy hơi nước Os24 -10, 1926, thực sự là Os24-7 với số sai được sơn trên đó liên_kết=|viền  POL
- Đầu máy hơi nước OKa1-1, 1931, liên_kết=|viền  DEU
- OKl27 -26 Đầu máy hơi nước, 1931, liên_kết=|viền  DEU
- TKbb Nr 10282 Đầu máy hơi nước không toa than, 1934, Đại Đức Reich
- TKl100-16 Đầu máy hơi nước vận chuyển hành khách và đầu máy vận chuyển hàng hóa với toa than, 1934, Reich Greater Đức
- Đầu máy hơi nước Pm2 -34 Express, 1936, Reich Greater Đức
- Đầu máy hơi nước TKz -211, 1938, Đại Đức Reich
- Đầu máy hơi nước Pm3 -3 Express với toa than riêng, 1940, Reich Greater Đức
- PzTrWg16 Xe lửa bọc thép, 1942, Reich Greater Đức
- Đầu máy hơi nước TKp-4147, 1942, liên_kết=|viền  FRA
- Ty2 -572 Đầu máy vận chuyển hàng hóa bằng hơi với toa than, 1943, Reich Greater Đức
- Đầu máy hơi nước TKc100-10, 1944, Reich Greater Đức
- Đầu máy vận chuyển hàng hóa hơi nước Tr203-451, năm 1945, liên_kết=|viền  Hoa Kỳ
- Đầu máy hơi nước khổ hẹp Ryś 1541, 1946, liên_kết=|viền  POL
- Ty42-120 đầu máy vận chuyển hàng hóa hơi nước, 1946, liên_kết=|viền  POL
- Đầu máy hơi nước Pt47-104 toa tàu có toa than, 1947, liên_kết=|viền  POL
- Ty43-17 đầu máy vận chuyển hàng hóa hơi nước, 1947, liên_kết=|viền  POL
- Đầu máy hơi nước TKt48-36, 1951, liên_kết=|viền  POL
- EP02-02 - Đầu máy xe lửa điện, 1954, liên_kết=|viền  POL
- EU20 -24 Đầu máy vận chuyển hàng hóa và hành khách điện, 1957, liên_kết=|viền  DDR
- Ty51-228 Đầu máy vận chuyển hàng hóa bằng hơi với toa than, 1958, liên_kết=|viền  POL
- ET21 -66 - Đầu máy xe lửa điện, 1960, liên_kết=|viền  POL
- Đầu máy xe lửa Diesel SM25 -002, năm 1962, liên_kết=|viền  POL
- Đầu máy xe lửa Diesel SM15 -17, năm 1965, liên_kết=|viền  POL
- Đầu máy xe lửa Diesel ST44 -001, năm 1965, liên_kết=|viền  SUN
- Đầu máy xe lửa Diesel SM41 -190, 1966, liên_kết=|viền  HUN

## liên kết ngoài
- Bảo tàng trang web chính thức (tất cả bằng tiếng Ba Lan)
- Thư viện ảnh từ bảo tàng[liên kết hỏng]